# Cantón de Le Grand-Lucé
El cantón de Le Grand-Lucé era una división administrativa francesa, que estaba situada en el departamento de Sarthe y la región de Países del Loira.

## Composición
El cantón estaba formado por ocho comunas:
- Courdemanche
- Le Grand-Lucé
- Montreuil-le-Henri
- Pruillé-l'Éguillé
- Saint-Georges-de-la-Couée
- Saint-Pierre-du-Lorouër
- Saint-Vincent-du-Lorouër
- Villaines-sous-Lucé

## Supresión del cantón de Le Grand-Lucé
En aplicación del Decreto n.º 2014-234 de 24 de febrero de 2014, el cantón de Le Grand-Lucé fue suprimido el 22 de marzo de 2015 y sus 8 comunas pasaron a formar parte del nuevo cantón de Château-du-Loir.